# Kanton Retiers
Retiers is een voormalig kanton van het Franse departement Ille-et-Vilaine. Het kanton maakte deel uit van het arrondissement Fougères-Vitré.
Het werd opgeheven bij decreet van 18 februari 2014 met uitwerking in 2015

## Gemeenten
Het kanton omvatte de volgende gemeenten:
- Arbrissel
- Coësmes
- Essé
- Forges-la-Forêt
- Marcillé-Robert
- Martigné-Ferchaud
- Retiers (hoofdplaats)
- Sainte-Colombe
- Le Theil-de-Bretagne
- Thourie

Deze zijn vanaf 2015 toegevoegd aan het kanton La Guerche-de-Bretagne